# Anđeli nas zovu da im skinemo krila
Anđeli nas zovu da im skinemo krila je prvi studijski album grupe The Animatori iz 1983. godine. Producirao ga je Željko Brodarić Jappa, a snimljen je u studiu "Tetrapak" u Splitu.
Album je jedan od najboljih i najprodavanijih albuma iz 1983. godine, a naslovna pjesma se nekoliko mjeseci zadržala na prvom mjestu emisije Hit Meseca Radiotelevizije Beograd. Od ostalih pjesama izdvajaju se "Komarci - Ljeto nam se vratilo" koja je i danas jedna od najizvođenijih domaćih pjesama, maturantska "Kasno je za prosinac", te "Kamo odlazi svijetlo".
Pjesma "Omladinska" se pojavljuje u filmu Pjevajte nešto ljubavno redatelja Gorana Kulenović.

## Popis pjesama
1. Komarci - Ljeto nam se vratilo
2. Male curice
3. Anđeli nas zovu da im skinemo krila
4. Kamo odlazi svjetlo
5. Bolje da mi vjeruješ
6. Mađarac
7. Prvi put ili nikad
8. Lujza
9. Ona nije ovdje
10. Neki matori jarci
11. Ja ne razumijem
12. Omladinska
13. Kasno je za prosinac
14. Ljeto... (dodatak)

Album je reizdan dva puta i to 2007. u sklopu box seta The Animatora u izvornom obliku, te 2001. godine s dvije bonus pjesme (koje su s prvog singla benda):
1. Komarci - Ljeto nam se vratilo
2. Male curice
3. Anđeli nas zovu da im skinemo krila
4. Kamo odlazi svjetlo
5. Bolje da mi vjeruješ
6. Mađarac
7. Prvi put ili nikad
8. Lujza
9. Ona nije ovdje
10. Neki matori jarci
11. Ja ne razumijem
12. Omladinska
13. Kasno je za prosinac
14. Ljeto... (dodatak)
15. Zivjeti mirno
16. Male curice

## Postava
- Krešimir Krešo Blažević - glas, gitara
- Andro Purtić - bas-gitara, prateći glas
- Vatroslav Markušić Vatro - violina, prateći glas
- Tomislav Toco Brežičević - bubnjevi, prateći glas